# Janesville (Iowa)
Pour les articles homonymes, voir Janesville.
Janesville est une ville qui fait partie des comtés de Black Hawk et Bremer, en Iowa, aux États-Unis. Elle est fondée en 1849 par John T. Barrick, un Quaker et abolitionniste qui avait déménagé dans l'Iowa en provenance de l'Ohio. Il construit le premier moulin et la première maison dans la région. Il nomme la ville,  Janesville, en l'honneur de sa femme, Jane McPherson Barrick,. La ville est incorporée le 29 octobre 1895.

## Source de la traduction
- (en) Cet article est partiellement ou en totalité issu de l’article de Wikipédia en anglais intitulé « Janesville, Iowa » (voir la liste des auteurs).